# Stjørdalen

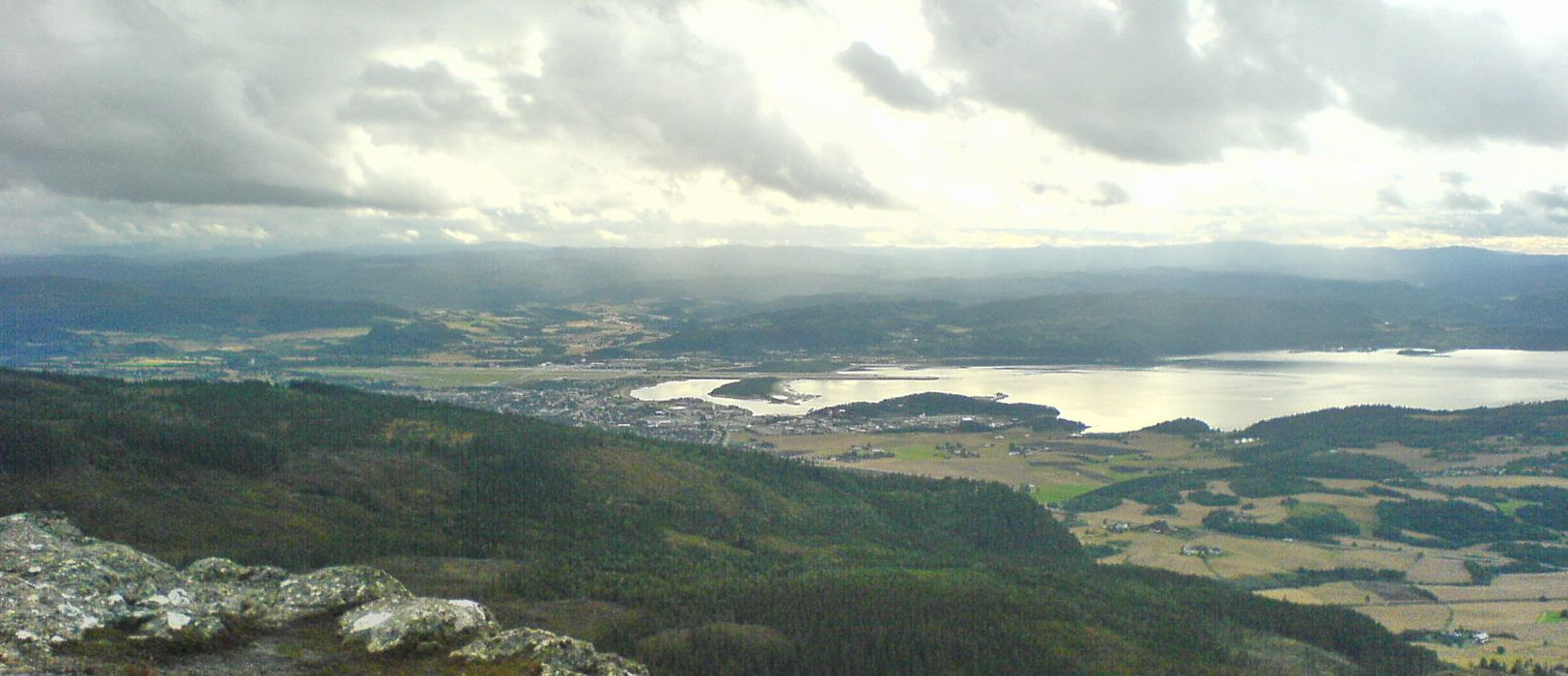
Stjørdalen depuis la localité de Forbordsfjellet

Le Stjørdalen (« pays de Stjørdal » en français) est un landskap de Norvège, situé dans le comté du comté de Trøndelag. Il comprend principalement, comme son nom l'indique, la région de la ville de Stjørdal. 
En plus de Stjørdal, les autres municipalités sont Frosta, Malvik, Meråker, Selbu et Tydal.
De 1837 à 1850, Stjørdalen est devenu à la fois une commune et un district. District qui fut divisé en Bas et Haut Stjørdal en 1850. Le Stjørdalen comptait alors 11 643 habitants. En 1874, le Haut-Stjørdal est divisé en communes : Hegra et Meråker. En 1902, c'est le Bas-Stjørdal qui est divisé en communes : Lånke, Skatval et Stjørdal.